# Папараці (телесеріал)
«Папараці» — український мелодраматичний телесеріал. Це історія кохання футболіста й дівчини-папараці. Повторні покази з повним українським дубляжем транслювався на телеканалі «1+1 Україна».

## Сюжет
Головна героїня Саша — талановитий фотограф-репортер глянцевого журналу. Мріє вийти заміж за свого шефа — головного редактора Марата. Заради молодшого брата, який з необережності розбив чуже дороге авто, погоджується зробити «жовту» публікацію в пресі про відомого футболіста, адже їй необхідна велика сума грошей, аби допомогти братові. Але Саша навіть уявити не могла, що це редакційне завдання кардинально змінить усе її життя. 

## У ролях
- Валерія Ходос
- Дмитро Сова
- Олександр Піскунов
- Остап Ступка
- Олексій Богданович
- Сергій Сипливий
- Анісія Стасевич
- Неоніла Білецька
- Катерина Варченко
- Анастасія Сердюк
- Світлана Штанько
- Олександр Гетьманський
- Юлія Заремба
- Олексій Череватенко
- Дмитро Саранськов
- Олександра Польгуй
- Андрій Титов
- Дмитро Вікулов
- Олександр Галафутник
- Ганна Васильєва
- Павло Алдошин
- Олександр Зіневич
- Роман Вискребанцев
- Флоріана Боровик

Роль Анісії Стасевич російською продубльовано акторкою Катериною Буцькою.

## Знімальна група
- Продюсери: Олександр Ткаченко, Роман Негрієнко, Вікторія Лезіна, Олена Васильєва, Олена Єремеєва
- Автори сценарію: Олена Жукова, Олена Зерняк
- Режисер-постановник: Вікторія Кругла
- Оператор-постановник: Володимир Гуєвський
- Художник-постановник: Марія Кобилецька
- Режисер монтажу: Денис Гончаров

## Український дубляж
Українською мовою серіал дубльовано студією 1+1 у 2023 році.
Ролі дублювали: 
- Олександра Величко — Анастасія Зіновенко
- Артем Соболєв — Павло Скороходько
- Марат Щеглов — Олександр Погребняк
- Павло Крилов — Дмитро Терещук
- Дмитро Калінін — Андрій Альохін
- Юля — Вікторія Бакун
- Крилова — Лідія Муращенко
- Вероніка Клочко — Юлія Перенчук
- Інга — Олена Узлюк
- Тітка Олександра та Романа — Аліса Гур'єва
- Вадим Коляденко — Олесь Гімбаржевський
- Поліцейський — Володимир Терещук
- Хазяїн футбольної команди — Михайло Кришталь

А також: Юрій Кудрявець, Роман Чорний, Михайло Тишин, Денис Жупник, Ольга Радчук, Марина Локтіонова.